# Кремер, Вера фон
Вера фон Кремер (швед. Vera Adelaide Sofia von Kræmer, 22 февраля 1878 — 22 октября 1940) — шведская журналистка, писательница и переводчица.

## Биография
Вера фон Кремер родилась в Висбю в 1878 г. Её родителями были лейтенант Густав фон Кремер и Анна Ядерин. Её детские годы прошли в Висбю и Смоланде. Достигнув совершеннолетия, она с матерью переехала в Стокгольм. Разведясь с Густавом, её мать повторно вышла замуж за Карла Брантинга, трижды становившегося премьер-министром Швеции. Поэтому Вера жила в среде интеллектуальной и политической элиты государства.
В 1897 г. Вера впервые выступила в качестве переводчика, переведя произведения Генрика Сенкевича, опубликовав их в газете Social-Demokraten, а в следующем году её перевод был опубликован отдельной книгой под названием Från Neros dagar (Quo Vadis). Она работала журналистом: сначала в Svenska Dagbladet (1900—1905 гг.), потом до 1913 г. в Social-Demokraten, затем в Stockholms-Tidningen (1913—1918 гг.). В период 1905—1912 гг. она также работала редактором еженедельного журнала Mitt hem, впоследствии переименованного в Vi och vårt. В 1918—1919 гг. Вера фон Кремер также была редактором женского движения суфражисток. Она также писала и в другие газеты и журналы, в частности, в Idun и Husmodern. В последнем она вела колонку советов Svar omgående почти до самой смерти.
В 1918 г. Вера оставила журналистскую деятельность и перешла на работу в Svenska biografbyrån, который вскоре стал называться Svensk Filmindustri, став одним из первых рецензентов шведских кинофильмов. Здесь она проработала 10 лет и с 1928 г. была независимым рецензентом.
Вера фон Кремер перевела на шведский язык более 50 романов и книг, в основном, с английского и норвежского. Её перу принадлежат 20 книг.
Вера фон Крамер умерла от рака в 1940 г.

## Личная жизнь
В 1899 г. Вера вышла замуж за Бу Густава Ярне, но ввиду финансовых сложностей этот брак распался в 1905 г. В дальнейшем она жила с Хьюго Линдбладом, хотя официально оформили отношения только спустя два десятилетия, когда решили удочерить девочку Грету-Лису.